# Ernst Oberdörster
Ernst Oberdörster (* 6. April 1888 in Opladen; † 19. September 1972 in Berlin) war ein deutscher kommunistischer Widerstandskämpfer gegen den Nationalsozialismus, Landtagsabgeordneter in der Provinz Rheinland und im Freistaat Preußen, Häftling im KZ Sonnenburg, Parteifunktionär (KPD/SED) und Leiter der Konsumgenossenschaft im Land Berlin.

## Leben
Der Sohn eines Arbeiters erlernte nach dem Besuch der Volksschule den Beruf des Lackierers und wurde Mitglied in der Gewerkschaft. Im Jahr 1909 trat er in die Sozialdemokratische Partei Deutschlands (SPD) ein und wechselte von dort 1916 zur USPD. In den Jahren 1920 bis 1922 betätigte er sich als Gewerkschaftssekretär. 1920 schloss er sich der Kommunistischen Partei Deutschlands (KPD) an. Ab 1923 war er als hauptamtlicher Funktionär Org.-Sekretär der KPD im Bezirk Niederrhein. Oberdörster wurde 1926 Mitglied des Rheinischen Provinziallandtags. Im Jahr 1928 wurde er mit dem Mandat der KPD als Mitglied in den Landtag des Freistaats Preußen in seiner dritten Wahlperiode gewählt. Seit 1929 war er als Mitarbeiter und Sekretär für Genossenschaftsfragen im Zentralkomitee der KPD tätig. Im Jahr 1932 wurde er Reichsleiter der Internationalen Arbeiterhilfe (IAH). Oberdörster war dabei u. a. auch mit der Vorbereitung der Reichspräsidentenwahlen befasst. So stammte von ihm 1932 ein Plakat mit dem Titel „Mahnruf – Wir wählen Thälmann!“, das er, bereits in Berlin lebend, in einer dortigen Druckerei herstellen ließ. Damit warb er zugleich für die Internationale Arbeiterhilfe.
Nach der Machtergreifung der NSDAP im Jahr 1933 wurde er mehrfach verhaftet und im KZ Sonnenburg interniert.
Als im Jahr 1945 die NS-Herrschaft beseitigt war, arbeitete er in der wieder gegründeten KPD und ab 1946 in der Sozialistischen Einheitspartei Deutschlands (SED). Er organisierte in ihrem Auftrag die Arbeit der Konsumgenossenschaft des Landes Berlin und war zugleich Mitarbeiter des ZK der SED für Ernährungsfragen. Zeitweilig erteilte ihm die SED Funktionsverbot. Seit 1947 arbeitete er mit bei der Herausgabe der Zeitschrift Die Versorgung. Später war er im VEB Lebensmittelimport als Referent tätig.
Oberdörster war verheiratet mit Katharina Flecken und Vater von Friedrich Oberdörster, der an der Wilhelm-Pieck-Universität Rostock ein Professor mit Lehrauftrag für Epidemiologie war.

## Auszeichnungen
- 1958 Vaterländischer Verdienstorden in Silber[6]